# Paul Kupperberg
Paul Kupperberg (n. 14 de junio de 1955) es un escritor de cómics y tiras de prensa y exeditor de DC Comics.
- Datos: Q358983
- Multimedia: Paul Kupperberg / Q358983